# Port Orford
Port Orford ist eine Kleinstadt im Curry County im US-Bundesstaat Oregon. Sie gilt als älteste weiße Stadtgründung an der Küste Oregons und, mit Ausnahme Alaskas, als westlichste Stadt der kontinentalen USA. Das U.S. Census Bureau hat bei der Volkszählung 2020 eine Einwohnerzahl von 1.146 ermittelt.

## Geographie
Die Stadt liegt südlich von Cape Blanco an der Pazifikküste von Oregon. Innerhalb der Stadt liegt der Garrison Lake, ein 52 Hektar großer Süßwassersee mit angrenzendem Feuchtgebiet. Durch die Stadt verläuft der U.S. Highway 101. 

## Geschichte
Ursprünglich war die Region Heimat der Qua-toh-mah, einem Stamm der Tututni. 1792 benannte George Vancouver das heutige Cape Blanco nach dem Earl of Orford. Der Name wurde später auf den Ort übertragen. 
William Tichenor, Kapitän des Dampfers Sea Gull, setzte 1851 eine kleine Gruppe von neun Siedlern an der Küste ab, da er glaubte, die Stelle eigne sich für die Anlage eines Seehafens. Tichenor verließ den Ort, um weiteren Nachschub zu holen. Die Indianer konnten die Siedler in der Schlacht um den Battle Rock unter großen Verlusten vertreiben, doch im Juli kehrte Tichenor mit über 70 Mann zurück und gründete die Siedlung. 
In der Folge kamen weitere Pelzjäger, Goldsucher und Farmer in die Region entlang des Rogue River. Sie zerstörten die Lebensgrundlagen der Indianer, die in den Rogue-River-Kriegen besiegt und in Reservationen abgedrängt wurden. 1856 wurde Port Orford förmlich gegründet und diente als erster Sitz der Verwaltung des Curry Countys, doch schon 1859 zog die Verwaltung nach Ellensburg, das spätere Gold Beach.
Ein Waldbrand zerstörte Port Orford 1868, doch die Stadt wurde wieder aufgebaut. Die wirtschaftlichen Grundlagen der Stadt waren Fischerei, Goldbergbau, Holzwirtschaft und Schifffahrt. Die in den Wäldern der Umgebung wachsende Lawsons Scheinzypresse wurde auch Port Orford Cedar genannt, deren Holz für Schiffbau und Hausbau begehrt war. In der Umgebung siedelte sich nach Milchwirtschaft und andere Farmbetriebe an. 
In den 1930er Jahren kam Gilbert Gable von New York nach Port Orford. Er betrieb Bergbau und Sägemühlen und versuchte, eine Eisenbahnverbindung ins Landesinnere zu bauen. Er betrieb die Anerkennung als City, die 1935 als erster Ort im Curry County verliehen wurde. Erster Bürgermeister wurde Gable. Im Oktober 1941 betrieb Gable, verärgert über die schlechten Straßenanbindungen und enttäuscht über mangelnde Unterstützung durch die Regierung, die Loslösung der südlichen Counties von Oregon und der nördlichen Counties von Kalifornien, um einen eigenen, Jefferson genannten Bundesstaat zu gründen. Gable starb jedoch schon am 2. Dezember, und nach dem Eintritt der USA in den Zweiten Weltkrieg am 7. Dezember wurden die Sezessionsbestrebungen eingestellt.
Im Zweiten Weltkrieg kreuzte das japanische U-Boot I-25 am 9. September 1942 vor Port Orford. Ein mitgeführtes Flugzeug warf Bomben auf die Wälder östlich der Stadt, um Waldbrände auszulösen. Der Plan misslang jedoch.  
Der National Park Service führt für Port Orford insgesamt zehn Bauwerke und Stätten im National Register of Historic Places an (Stand 5. Januar 2019), darunter die Port Orford Coast Guard Station.

## Wirtschaft
Durch Holzwirtschaft und Sägemühlen erlebte Port Orford bis in die 1970er Jahre einen Wirtschaftsboom. Inzwischen ist die Holzwirtschaft jedoch weitgehend eingestellt. Neben der an Bedeutung verlierenden Fischerei ist der Tourismus das wichtigste wirtschaftliche Standbein der Stadt geworden. Der Hafen ist einer der wenigen Häfen der Welt, die über ein High Dock verfügen, in das Fischer- und Sportboote per Kran gehoben werden. Neben einigen Kunstgalerien gehören das 1898 erbaute Hughes House, ein Wohnhaus im viktorianischen Stil und die Seenotrettungsstation von 1934 im Port Orford Heads State Park zu den Sehenswürdigkeiten. An der Küste liegt der Battle Rock Park mit dem namensgebenden, 1851 heftig umkämpften Felsen. Nördlich der Stadt liegt der Cape Blanco State Park mit dem 1870 erbauten Leuchtturm, südlich der Stadt liegt der Humbug Mountain State Park.